# 廣匯寶信
廣匯寶信汽車集團有限公司，簡稱廣匯寶信汽車集團、廣匯寶信汽車，以及廣匯寶信（英語：Baoxin Auto Group Limited，港交所：1293），於1999年由楊愛華（董事長）創立。總裁為杨汉松。前身為「寶信汽車集團有限公司」。
現時業務在中國內地經營世界知名品牌汽车4S店，招股價為10.8港元，全球發售股份為379,320,000股，集資額為41億港元，而股份則在2011年12月14日於香港交易所主板上市。
總部位於中国上海闵行区吴中路1715号，以及香港中环夏悫道12号美国银行中心18楼1803-4室。
2015年12月11日廣匯汽車旗下廣州汽車服務以每股作價5.99元，購入逾13.7億股寶信汽車，涉資82.06億元。廣匯將持有寶信53.58%權益。

## 連結
- KLBaoxin.com （页面存档备份，存于）